# Cnemaspis molligodai
Espèce
Cnemaspis molligodai est une espèce de geckos de la famille des Gekkonidae.

## Répartition
Cette espèce est endémique du Sri Lanka.

## Description
Cnemaspis molligodai mesure, queue non comprise, de 25 à 28 mm.

## Étymologie
Cette espèce est nommée en l'honneur de Hayasith Molligoda.

## Publication originale
- Mendis Wickramasinghe & Munindradasa, 2007 : Review of the genus Cnemaspis Strauch, 1887 (Sauria: Gekkonidae) in Sri Lanka with the description of five new species. Zootaxa, n. 1490, p. 1–63.